# Зиновино
Зиновино — деревня в Угранском районе Смоленской области России. Входит в состав Полдневского сельского поселения. 
Население — 2 жителя (2007 год). 
Расположена в юго-восточной части области в 20 км к юго-западу от Угры, в 9 км северо-западнее автодороги Знаменка-Спас-Деменск, на берегу реки Рословка. В 20 км северо-восточнее от деревни находится железнодорожная станция Угра на линии Торжок-Брянск. 
В деревне родился Герой Советского Союза Азаров Пётр Лукьянович (1922—1954).

## История
В годы Великой Отечественной войны деревня была оккупирована гитлеровскими войсками в октябре 1941 года, освобождена в марте 1943 года.